# Sărulești, Călărași
Sărulești-Sat este satul de reședință al comunei Sărulești din județul Călărași, Muntenia, România.